# 248 до н. е.

## Події
- головнокомандувач карфагенської армії Гамількар Барка

## Магістрати-епоніми
Римська республіка консули: Гай Аврелій Котта та Публій Сервілій Гемін.